# Amitié fatale
Pour plus de détails, voir Fiche technique et Distribution.
Amitié fatale, ou Amitié qui tue au Québec et Le Prix d'une amitié en Belgique, (When Friendship Kills) est un téléfilm américano-canadien réalisé par James A. Contner, sorti en 1996.

## Synopsis
Deux jeunes filles se trouvent des points communs sur la représentation de leur corps et tombent rapidement dans l'anorexie. Elles commencent par garder leurs vomissements secrets jusqu'à ce que la famille de Lexi s'aperçoive des changements physiques de cette dernière. Les deux amies finissent par se brouiller jusqu'à ce que lors d'une fête, Jennifer, est victime d'une voiture qui l'a renverse.

## Fiche technique
Sauf indication contraire, les informations mentionnées dans cette section peuvent être confirmées par la base de données cinématographiques IMDb,  présente dans la section « Liens externes ».
- Titre original : When Friendship Kills
- Titre français : Amitié fatale
- Titre québécois : Amitié qui tue
- Autre titre en français : Le Prix d'une amitié (Belgique)
- Réalisation : James A. Contner
- Scénario : Elizabeth Gill
- Direction artistique : Richard Wilcox
- Décors : Paul Joyal
- Costumes : Tracey Boulton
- Photographie : Richard Leiterman
- Montage : Thomas Fries
- Musique : Stacy Widelitz
- Casting : Holly Powell
- Production : Tracey Jeffrey ; John G. Lenic (assistant) ; Lawrence Horowitz et Michael O'Hara (exécutif)
- Sociétés de production : Libra Pictures et O'Hara-Horowitz Productions
- Sociétés de distribution : National Broadcasting Company (télévision)
- Pays d'origine :  États-Unis,  Canada
- Langue originale : anglais américain et canadien, français
- Format : couleur - 35 mm - 1,33:1 - son Dolby
- Genre : Comédie dramatique
- Durée : 96 minutes
- Dates de sortie[2] :
  - États-Unis : 19 février 1996 sur NBC
  - France : 10 avril 1997 sur France 3
  - Belgique : 28 septembre 2007

## Distribution
- Lynda Carter (VF : Michèle André) : Kathryn Archer
- Katie Wright (VF : Sylvie Jacob) : Lexi Archer
- Marley Shelton (VF : Annabelle Roux) : Jennifer Harnsberger
- Josh Taylor (en) (VF : Maurice Sarfati) : Peter Archer
- Colleen Winton : Pamela Harnsberger
- Kimberley Warnat (VF : Marie-Eugénie Maréchal) : Jill Archer
- Malcolm Stewart (en) : M. Harnsberger
- Ryan Reynolds : Ben Colson
- Tobias Mehler (en) (VF : Laurent Morteau) : Justin Phelps
- Sarah Sawatsky : Sarah
- Kevin McNulty (VF : Michel Lasorne) : Ted, le patron de Kathryn
- Cathy Merriman (VF : Céline Duhamel) : la coach Beth
- Lochlyn Munro : Nick McKay
- Nancy Kerr : Phoebe Wills
- Jill Teed (VF : Virginie Méry) : Jolene
- Robin Douglas : Dr Walker
- Andrew Wheeler : Dr Eden
- Kristy Cohen : Rose
- Jerry Wasserman (VF : Jean-François Kopf) : le Dr des urgences

 Source et légende : version française (VF) sur RS Doublage et selon le carton du doublage français.

## Tournage
Le tournage a été effectué à Vancouver, en Colombie-Britannique, au Canada et à Los Angeles, en Californie, aux États-Unis.

## Autour du film
Initialement, le film devait s'intituler A Secret Between Friends: A Moment of Truth Movie.